# Georgette Rizk
Georgette Youssef Al-Issa (Tulkarem, 27 de noviembre de 1925 - Jerusalén, 16 de marzo de 2018), más conocida como Georgette Rizq y apodada madre de Johnny, fue una militante y activista política, social y feminista palestina de confesión cristiana. Nació y creció en la ciudad Tulkarem en Palestina, y fue considerada una de las más destacadas pioneras del movimiento feminista palestino desde el año 1948, destacando en el trabajo social y la lucha nacional palestina. Es conocida como "la pionera del voluntariado palestino" y también fundó el primer centro médico en la ciudad antigua de Jerusalén en el 1948.

## Biografía
Nació en la ciudad de Tulkarem, Palestina, el 27 de noviembre de 1925, en el seno de una familia cristiana. Su padre trabajaba como inspector farmacéutico durante la época del mandato británico, mientras que su madre ejercía de enfermera en hospitales palestinos.
Estudió educación primaria en la escuela de niñas Al-Adawiya de Tulkarem. Empezó a trabajar a sus veinte años en la British Overseas Airways Corporation, cuya sede estaba en el Hotel Rey David en Jerusalén. Con fecha del 22 de julio del 1946, el hotel fue bombardeado por parte de la organización sionista Irgún, como parte de los acontecimientos de la rebelión judía contra el mandato británico, que tenía también su sede en el hotel. La explosión provocó la muerte de 91 personas y decenas de heridos de diversas nacionalidades. Georgette escapó del bombardeo ya que la explosión coincidió con el momento en que salía del hotel.

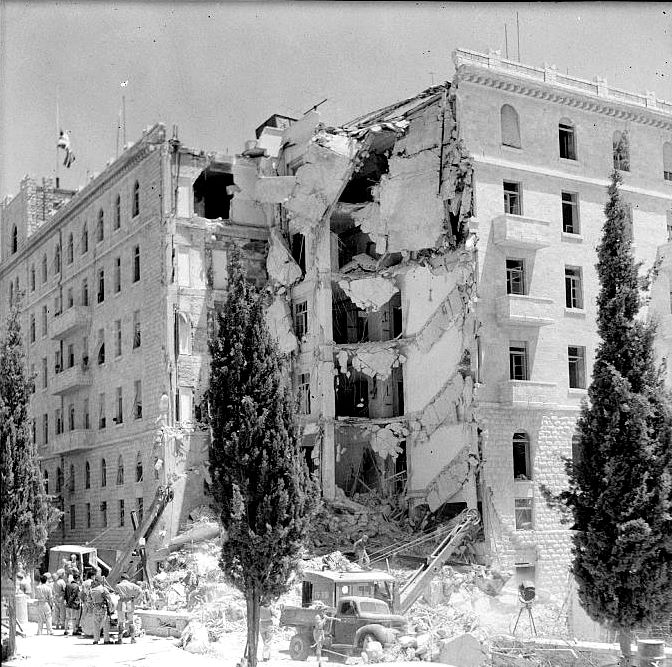
atentado al Hotel Rey David, 22 de julio de 1946

El 17 de agosto de 1947, se casó en Jaffa con Dimitri Elia Rizq, con quien tuvo cuatro hijos: Helen, Johnny, Jorge y Mira.
La Nakba tuvo lugar en el año 1948 y Georgette se apresuró a abrir su primera clínica médica en el casco antiguo de Jerusalén, concretamente en el sótano de la Catedral greco-católica, para brindar servicios de voluntario de emergencia y tratar a los heridos.
Con el apoyo de su madre, logró obtener una licencia para el centro médico por parte del Ministerio de Salud en 1950, después que su ubicación fuera trasladada y ampliada, para convertirse con el paso de los años en el más grande centro de salud de la ciudad. Este centro, que benefició y sigue beneficiando a miles de palestinos a diario, también incluía la primera clínica de maternidad e infancia. Fue a la vez también el primer centro médico palestino en obtener un certificado para la provisión de vacunas para niños y ayuda alimentaria por parte de la Agencia de Naciones Unidas para los Refugiados de Palestina en Oriente Próximo. En dicho centro trabajaba un grupo de médicos, de entre los más destacados fueron el doctor Yacoub Ziyadin, el doctor Subhi Gosheh y el doctor Emil Jarjoui, entre otros. El centro médico alberga actualmente más de 16 especialidades como el tratamiento médico, odontológico, educación para la salud, medicina preventiva, primeros auxilios, educación nutricional, vacunación infantil, etc.

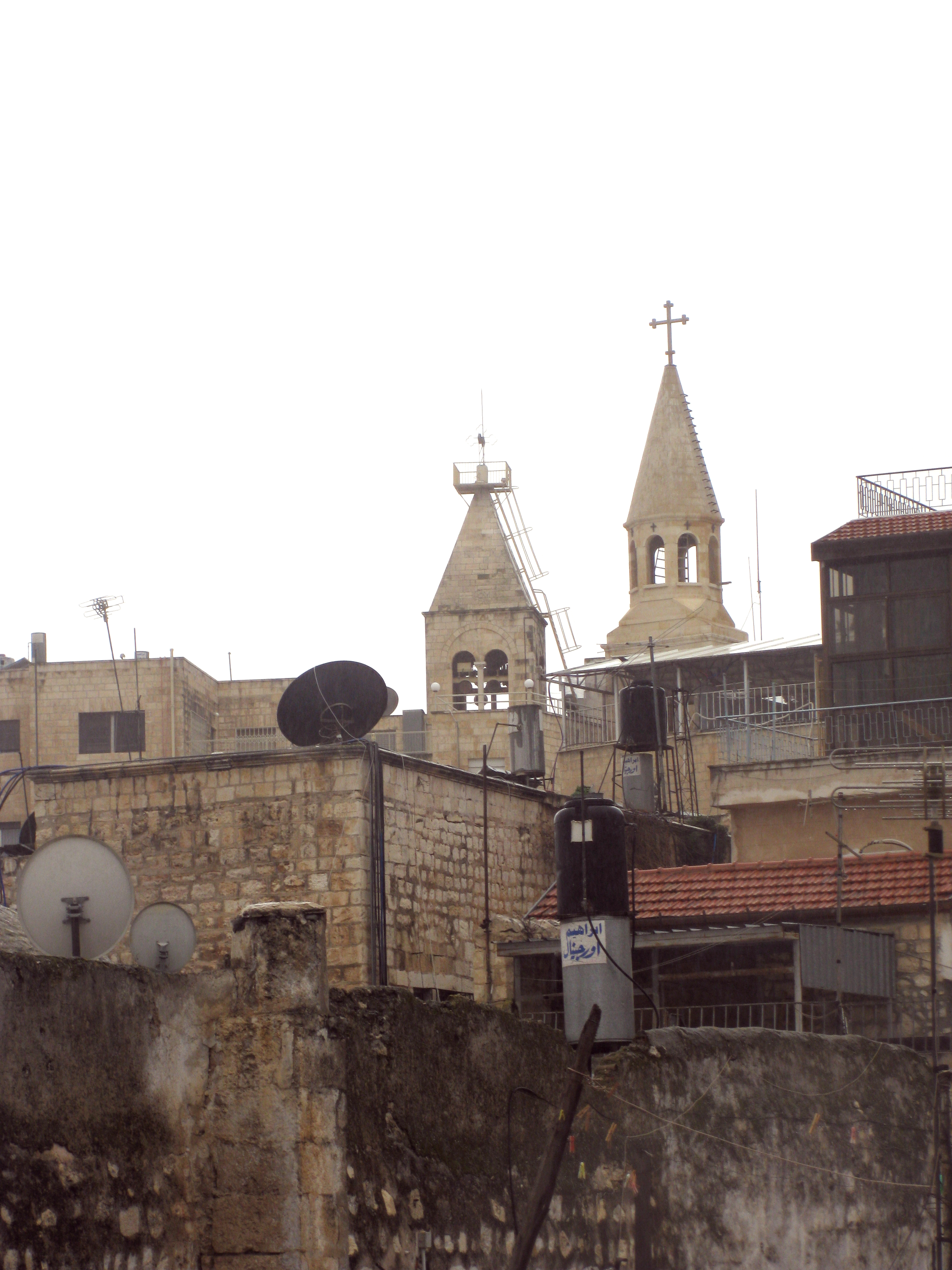
Catedral de la Anunciación de la Virgen en Jerusalén

En 1950, fundó la "Asamblea Señora de la Anunciación greco-católica" y se hizo cargo de su presidencia. Después de la Guerra de los Seis Días, en julio de 1967, Georgette condujo las protestas de la unión feministina palestino árabe en Jerusalén contra la ocupación israelí. El gobierno emitió órdenes de deportación en su contra, que posteriormente fueron anuladas.
En 1977, Georgette estableció una guardería infantil para el cuidado de los niños, afiliada a la Asamblea Señora de la Anunciación greco-católica. Estableció también un fondo estudiantil para ayudar a los niños de la ciudad vieja de Jerusalén para que continuen su educación
Georgette fue miembro de varias asociaciones durante muchos años, entre ellas la Sociedad Ortodoxa Árabe, el Consejo de Administración de la Asociación de Mujeres Jóvenes y Cristianas en Jerusalén, la Junta de Consejeros de la Fundación Caritas de Jerusalén, el Unión de  las Asociaciones Caritativas de Jerusalén, el Asociación de Mujeres Árabes, etc. Georgette representó Jerusalén y Palestina en varias conferencias regionales y internacionales.

## Condecoraciones y Honores
En reconocimiento a sus esfuerzos en el trabajo social y activista, Georgette consiguió un grupo de altos honores internacionales y locales, entre ellos:
• Medalla Papal de la Excelencia para el Servicio Social por el Papa en una celebración privada en el Vaticano en 1982
• Medalla de San Lázaro
• Medalla de la Iglesia greco-melquita católica
Además de varios honores locales palestinos, fue condecorada también el 9 de marzo de 2011 con el Premio Anual a la Mujer Más Destacada de Jerusalén.

## Muerte
Georgette falleció el 16 de marzo de 2018 en la ciudad de Jerusalén, a los 92 años y tres meses, después de una larga enfermedad (insuficiencia renal) que padecía desde el año 2000. Su entierro tuvo lugar el domingo 18 de marzo de 2018 en presencia oficial y popular de los pueblos palestinos y internacionales en la Iglesia Eliezer "Al-Liqa" greco-melquita católica en Beit Hanina, en Jerusalén. Fue enterrada en el cementerio del Monte Sion en Jerusalén.
El arzobispo ortodoxo griego de Sebastia, Atallah Hanna, la lloró y abrió una casa de condolencia para ella en la Iglesia católica greco-melquita de Eliézer "Al-liqa" en Beit Hanina, y en la iglesia católica latina en Ramallah, para los que no pudieron llegar a Jerusalén para dar el pésame.